# Bonnegarde
Bonnegarde település Franciaországban, Landes megyében. Lakosainak száma 255 fő (2022. január 1.). Bonnegarde Amou, Marpaps, Nassiet, Bonnut, Sallespisse és Sault-de-Navailles községekkel határos.

## Népesség
A település népességének változása:
| Lakosok száma | 322  | 261  | 274  | 264  | 310  | 285  | 274  | 268  | 264  | 255  |
|               | 1968 | 1982 | 1990 | 2006 | 2013 | 2015 | 2017 | 2019 | 2020 | 2022 |